# Districte d'Armagh
El Districte d'Armagh es troba al comtat d'Armagh a Irlanda del Nord. Inclou la ciutat d'Armagh i la seva rodalia amb una població total de 59.340 habitants segons el cens de 2011. El 1995 va rebre oficialment l'estatut de ciutat. Armagh té una àmplia reputació com a centre administratiu, ja que hi ha la seu de diversos serveis oficials. El 1995 s'hi va establir l'Armagh Outreach Centre vinculat a la Universitat Queens de Belfast. Els caps de l'Església catòlica a Irlanda i de l'Església d'Irlanda resideixen a la seu de Patrici d'Irlanda. Hi ha una important arquitectura georgiana.
El districte té quatre àrees electorals: Armagh City, Cusher, Crossmore i The Orchard, amb 22 consellers elegits cada quatre anys pel sistema de representació proporcional. A les eleccions de 2011 foren elegits: 6 Partit Unionista de l'Ulster (UUP), 6 Sinn Féin, 5 Social Democratic and Labour Party (SDLP), 4 Partit Unionista Democràtic (DUP), i l'independent Paul Berry (ex-DUP). L'actual alcalde d'Armagh és Freda Donnelly (DUP). L'última elecció va tenir lloc el maig de 2009, però el 25 d'abril de 2008 Shaun Woodward, Secretari d'Estat per a Irlanda del Nord anuncià que les eleccions de districte previstes per a 2009 es posposaven fins a la introducció dels 11 nous consells en 2011. Aquestes reformes previstes foren abandonades en 2010, i les eleccions locals previstes van tenir lloc en 2011
Amb part del districte de Newry i Mourne forma part de la circumscripció de Newry & Armagh per a les seleccions al Parlament del Regne Unit i a l'Assemblea d'Irlanda del Nord.

## Lord Mayor
Lord Mayor és el títol que li fou atorgat a l'alcalde d'Armagh i cap del districte durant les Jubileu de diamant d'Elisabet II. Entre 1995 i 2012 el càrrec de Mayor of Armagh City and District Council ha estat ocupat per:
1995 - 96: Jim Nicholson, Partit Unionista de l'Ulster
1996 - 97: Jim Speers, Partit Unionista de l'Ulster
1997 - 98: Pat Brannigan, Social Democratic and Labour Party
1998 - 99: Robert Turner, Partit Unionista de l'Ulster
1999 - 00: Tom Canavan, Social Democratic and Labour Party
2000 - 01: Jimmy Clayton, Partit Unionista de l'Ulster
2001 - 02: Sylvia McRoberts, Partit Unionista de l'Ulster
2002 - 03: Anna Brolly, Social Democratic and Labour Party
2003 - 04: Pat O'Rawe, Sinn Féin
2004 - 05: Eric Speers, Partit Unionista de l'Ulster
2005 - 06: John Campbell, Social Democratic and Labour Party
2006 - 07: William Irwin, Partit Unionista Democràtic
2007 - 08: Charles Rollston, Partit Unionista de l'Ulster
2008 - 09: Noel Sheridan, Sinn Féin
2009 - 10: Thomas O'Hanlon, Social Democratic and Labour Party
2010 - 11: Jim Speers, Partit Unionista de l'Ulster
2011 - 12: Freda Donnelly, Partit Unionista Democràtic
2012 - present: Sharon Haughey, Social Democratic and Labour Party